# 이족보행
이족보행(二足步行,bipedalism) 

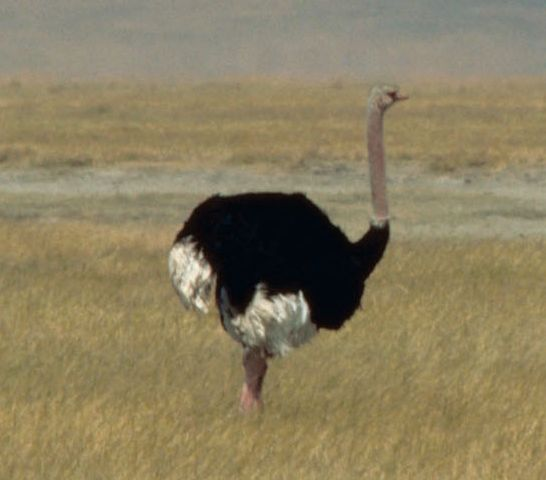
직립보행 동물 중 가장 빠른 종 중 하나인 타조.

2011년 미국 시카고 대학 연구진은 폐호흡을 하는 아프리카 폐어(Protopterus annectens)의 행동을 특수 수조에서 관찰한 결과, 이들이 지느러미의 일종으로 흔적만 남은 ‘사지’를 일으켜 몸을 앞으로 밀면서 나가는 것을 확인하고 이를 미국 국립과학원회보(PNAS, Proceedings of the National Academy of Sciences) 최신호에서 발표했으며 연구진은 “이런 새로운 발견을 계기로 생명체가 물에서 육지로 올라온 진화 과정이 재고돼야 한다.”고 강조했다. 즉 사지동물이 사지를 갖고 실제로 땅에 첫발을 딛기 수백만 년 전에 이미 동물이 육지에서 살도록 적응하는데 필요한 많은 과정을 거쳤을 수 있다는 지적이다.
1871년 찰스 다윈이 《인간의 유래》(The Descent of Man)를 출간한 이후 한동안 이족보행은 별다른 쟁점이 되지 못했다. 다윈이 주장한 것처럼, 사람들은 인류의 조상이 나무에서 내려와 직립보행을 하게 된 이유가 기후의 변화로 열대우림이 줄어들고 넓은 초원이 늘어났기 때문이라고 추측했다. 650~500만년 전에는 남극의 빙산이 바닷물을 대량으로 흡수해 지중해가 말라 있었다. 이 연대는 유전적 증거와 잘 들어맞는다. 현재 DNA의 기본적인 돌연변이율은 100만 년당 0.71%라는 사실이 밝혀졌다. 지금 침팬지와 인간의 DNA 차이를 거꾸로 추적해보면 침팬지-인간의 편차는 660만 년 전에 생겨났다는 결론이 얻어진다.

## 직립보행
직립보행(直立步行)은 사지(四肢)를 가지는 동물이 뒷다리만을 사용하여 등을 꼿꼿하게 세우고 걷는 일을 가리킨다. 주로 인간이 이동하는 형태를 이르는 말이다.
이러한 맥락에서 인간의 직립보행(human bipedalism)은 다른동물들과 비교해서 특히 침팬지와 비교해서 이동시 보행의 무게중심이 앞쪽이 아닌 중심부에 오는 안정된 직립보행을 수행한다는 점에서 구별되는 직립보행을 가리킨다.

## 같이 보기
- 사족보행